# アート・デイビー
アート・デイビー（Art Davie、1947年4月5日 - ）は、アメリカ合衆国の実業家。総合格闘技団体「UFC」の元共同創立者。K-1USAの元副社長。元広告業の経営者で起業家。ニューヨーク州ブルックリン区出身。

## 来歴
元々は南カリフォルニアの広告業界の経営者で起業家だった。
1993年、UFC発足のきっかけとなった格闘技トーナメントを企画・提案し、共同創立者の1人として総合格闘技団体「UFC」を創立、共同プロデューサーを務めた。
1998年、「K-1」のアメリカ支部K-1USAの副社長に就任。日本のK-1をペイ・パー・ビュー放送で北米に輸入することに成功する。
2003年、マンダレー・スポーツ・エンターテイメントのエグゼクティブ・プロデユーサーに就任。
2006年、パラダイム・エンターテインメント・グループのテレビ部門の副社長に就任。
2014年7月、UFC創立までを書いた本「Is This Legal?: The Inside Story of The First UFC from the Man Who Created It」を出版。
2018年7月5日、UFC殿堂の功労者部門で殿堂入り。

### XARM
デイビーが考案した、キックボクシングとアームレスリングを組み合わせた、ハイブリッド・スポーツ。

## 出演
- History of MMA（2012）